# 华林寺 (广州)
华林寺（原名西来庵）位于中国广州市荔湾区下九路西来正街，是一间至今已有1400多年的历史佛教寺院，是广州四大丛林（华林、六榕、光孝、海幢）之一。由於達摩被梁武帝邀請前往建康（今南京），後至嵩山少林寺面壁九年，弘揚禪宗，被尊稱為中國禪宗初祖，西來庵一帶稱為西來初地[1]。

## 历史

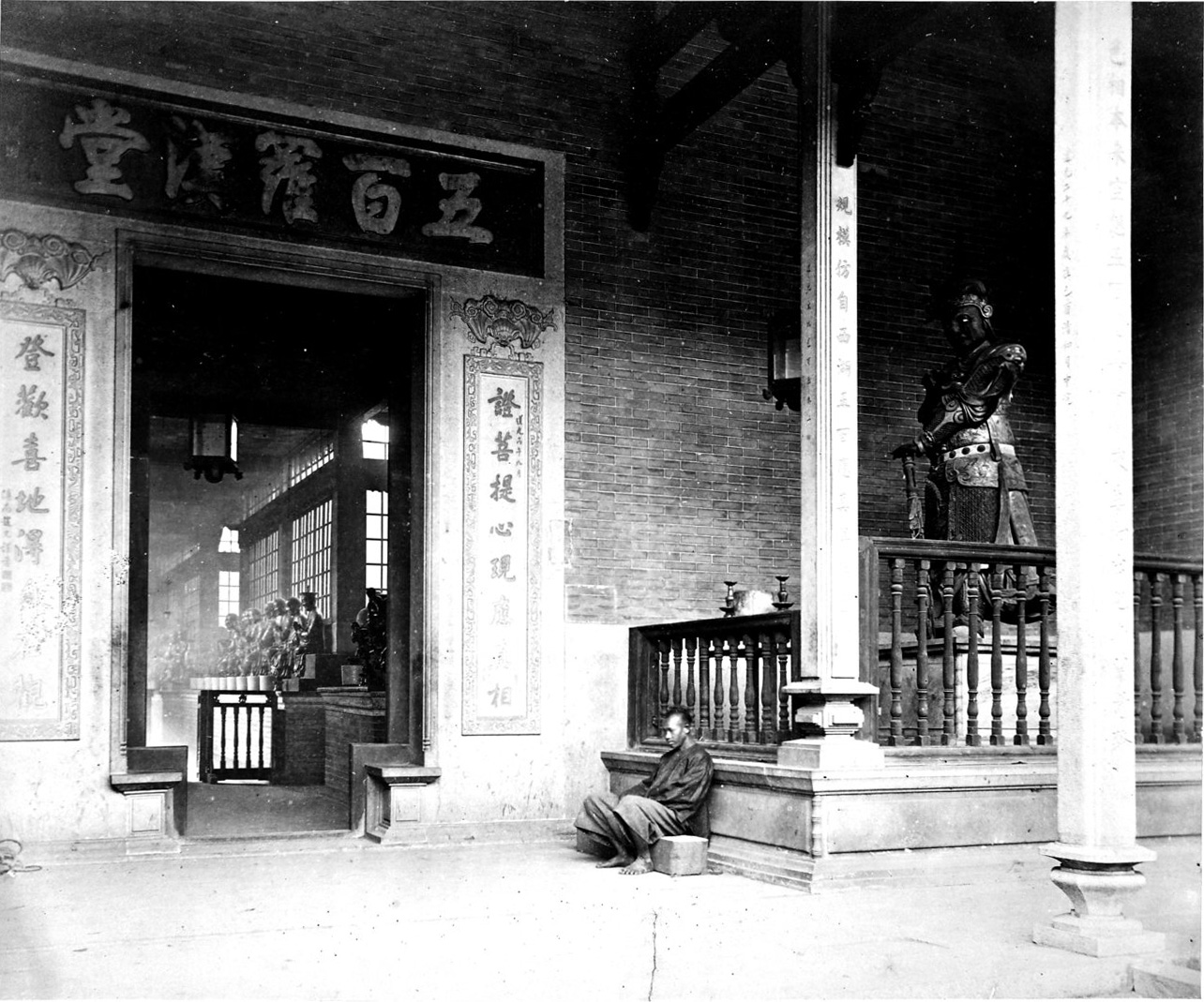
清末時期的五百羅漢堂

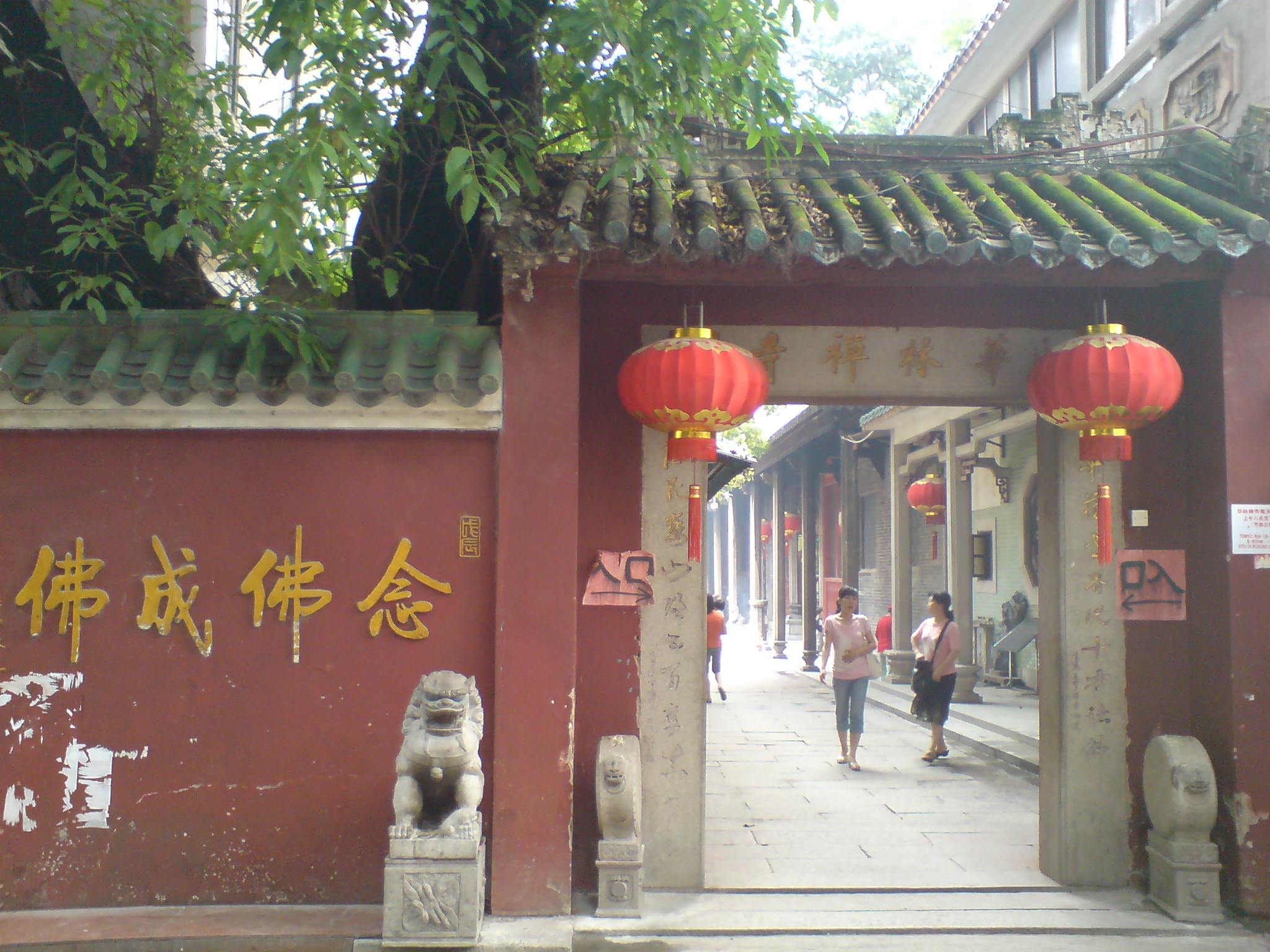
华林寺正门

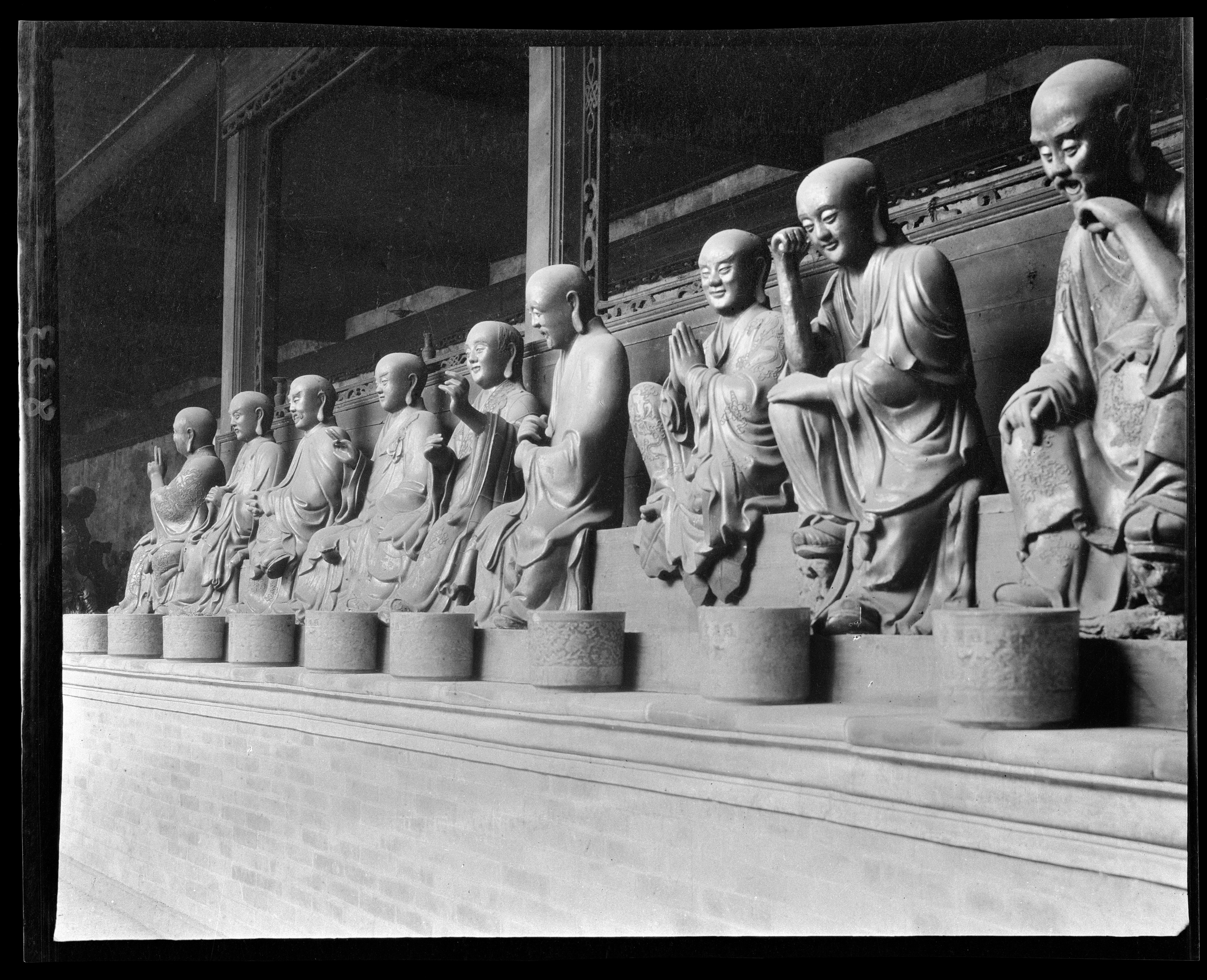
五百羅漢像近照

华林寺始建于中國南梁武帝普通七年（526年），当时印度僧人达摩从海路到达广州，在广州城外珠江北岸（今下九路一带）登岸后建起西来庵。后经历唐、宋、元、明等朝代，虽灯火不绝，但已破旧不堪。至清朝顺治十二年（1655年），从福建漳州至此的临济宗三十二代法裔宗符禅师，重建寺院，将西来庵改名为华林禅寺。首建大雄宝殿，次建楼阁、堂庑、寮室、仓厨，其范围大致为现时的北起兴华大街，南至下九路，东靠新胜街，西邻毓桂坊，正门在长寿西路，占地近三万多平方米。康熙四十年（1701年）增建殿舍，殿内有七层高的舍利塔。道光二十九年（1849年）兴建五百罗汉堂，到咸丰元年（1851年）落成。

1907年11月，廣州同時成立兩大立憲團體——粵商自治會和廣東地方自治研究社，其中粵商自治會會址就設於華林寺。

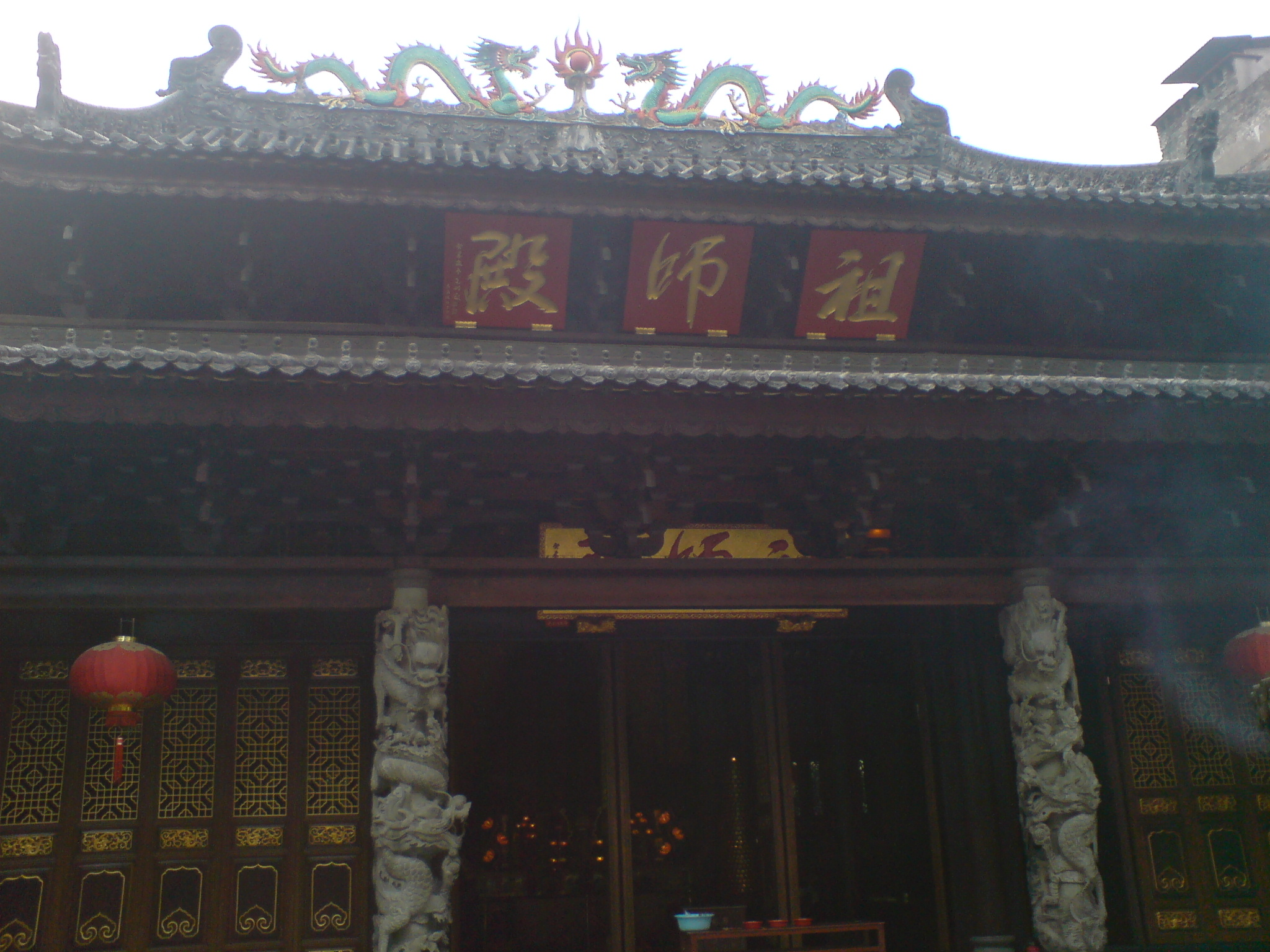
祖师殿

民国十三年（1924年），广州市政府为开辟道路及筹集军费，将殿宇廊庑拆除改为民房，拍卖寺内大部分物品，仅保存五百罗汉堂、舍利塔等建筑物。
1957年广州市人民政府维修了五百罗汉堂，1963年广州市人民委员会将华林寺为市级文物保护单位，1965年将星岩白石舍利塔移置广州兰圃，藏於塔内的佛舍利及套盒移交广州市园林局。
文化大革命期间，华林寺被严重破坏，五百罗汉像被毁、阿育王塔不知去向，殿宇被改为厂房，宗教活动停止。直到1989年才恢复宗教活动，随后多位知名人士均为其题字作匾。1994年白石塔从兰圃移回华林寺，安放在寺院北端，对五百罗汉堂进行重修、五百罗汉法像进行重塑和装金。1996年7月广州市市园林局将藏于舍利塔内的舍利子归还给华林寺，成为华林寺镇寺之宝。次年建造达摩堂落，供奉达摩塑像。

## 建筑

### 舍利塔

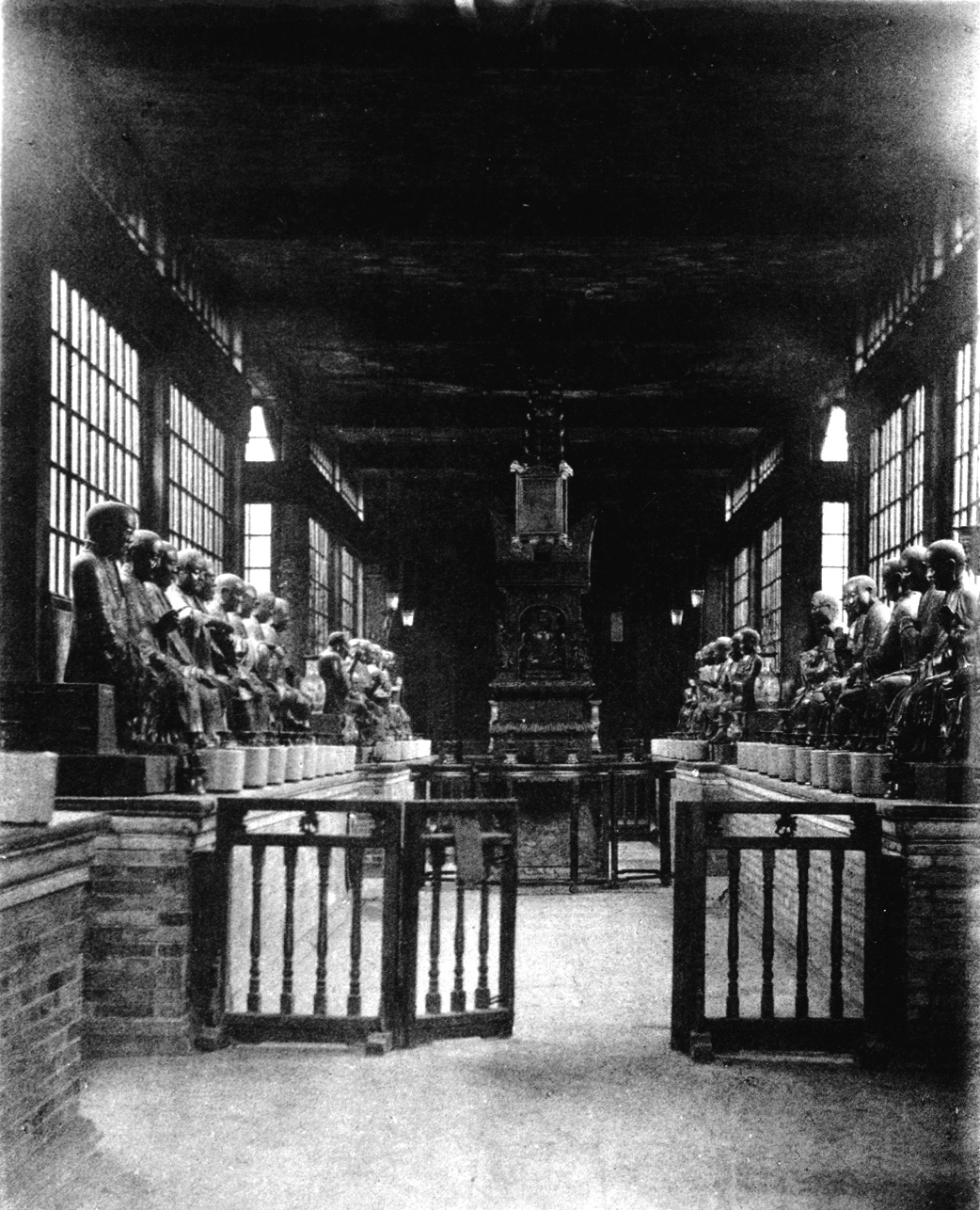
1870年代的五百罗汉堂。

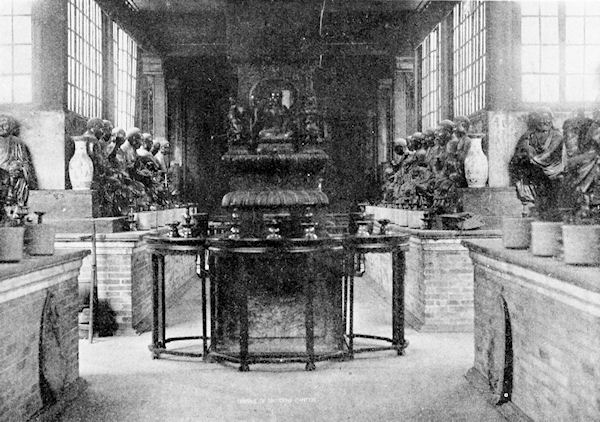
1907年的五百罗汉堂，裡面原有的雕像已全部於文化大革命时被毁。

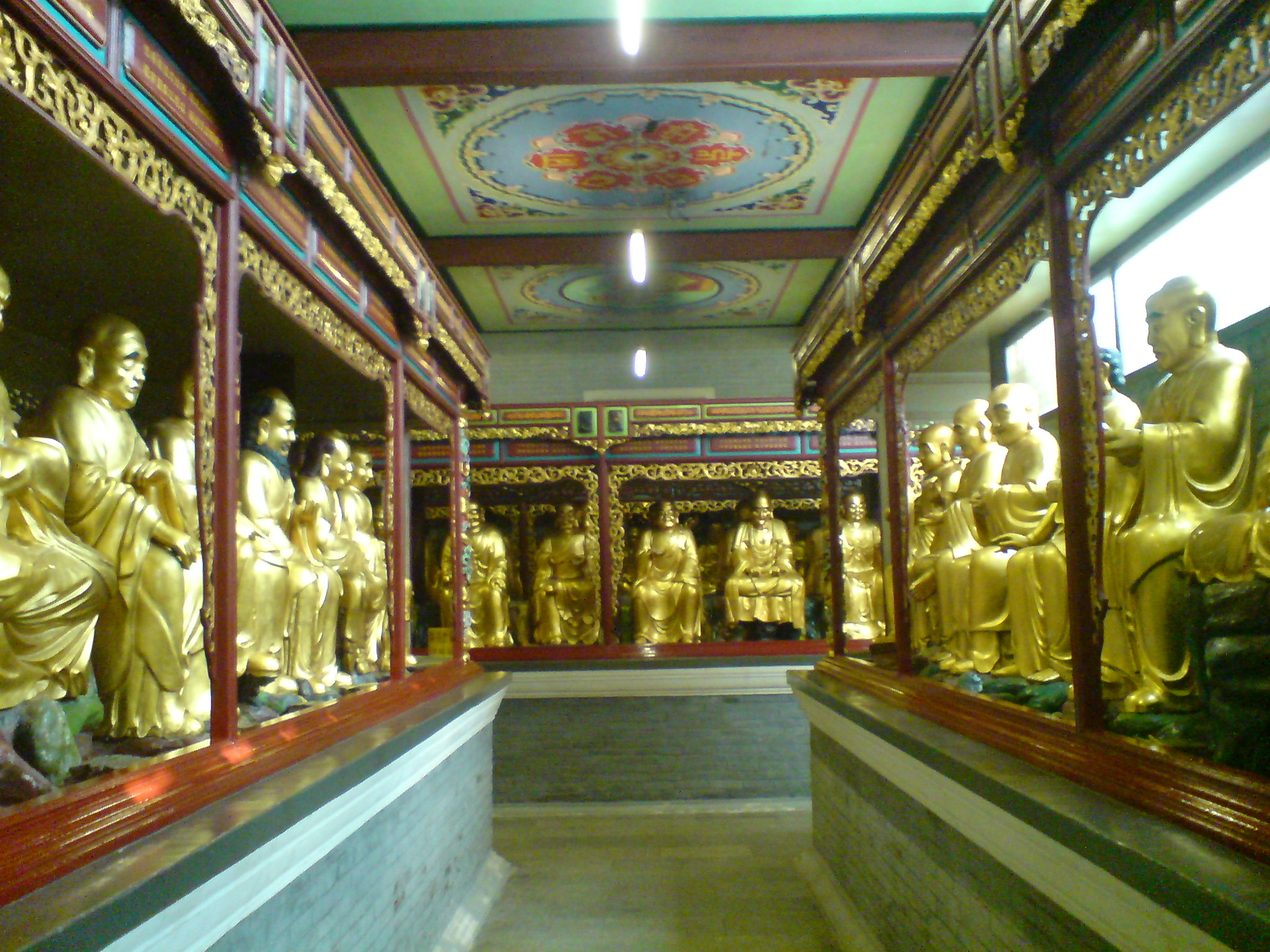
1994年重新塑造的新五百罗汉像

舍利塔塔身高7公尺，为星岩白石制造，六面七层，每层刻有花纹。1965年拆卸石塔时，在下座的石、木、铜、银四重套盒内发现藏有22粒佛舍利，还有38粒珍珠，3粒琥珀珠，1块沉香木等宝物。

### 五百罗汉堂
道光二十九年（1849年），时华林寺住持祗园大师始建，期间祗园住持亲至杭州净慈寺，将五百罗汉像带回按样塑造，咸丰元年（1851年）落成。
整个殿堂呈“田”字型，水磨青砖墙，花岗岩石脚，长44米，宽31米，内有四个取光天井。堂殿门向南，由殿门至北端供奉释迦牟尼、阿弥陀和弥勒三佛，为南北中轴线，东西两侧是回廊，分列五百罗汉像，当中一名被尊为“善德尊者”的罗汉取形于意大利旅行家马可·波罗。罗汉堂中央还有一座阿育王塔，为青铜铸造，高4米，重750公斤，中部四面各有一天王托塔像，每层均有不同图案的花纹。但文化大革命期间遭严重破坏，现时供奉的五百罗汉像是参照清朝光绪年间的《五百罗汉图》重新雕塑。
罗汉堂为广州市的一个市、县级文物保护单位，类型为古建筑，公布时间为1963年3月，历史年代为清代。

### 达摩堂
达摩堂于1997年重建，纪念达摩师祖。殿堂坐北朝南，北墙正中白石基上供奉达摩像。像高6.88米、重10吨，在佛山经过两年时间铸造而成，为世界最大的达摩像。 殿堂东西两侧墙壁上挂有两幅雕画，叙述达摩东渡中国的传奇故事。

## 英文名稱
华林寺的英文名稱在1949年前使用或傳統的粤式郵政式拼音及，現時已被當局改為漢語拼音，地铁方面則翻譯為Hualinsi Buddhist Temple。

## 古物

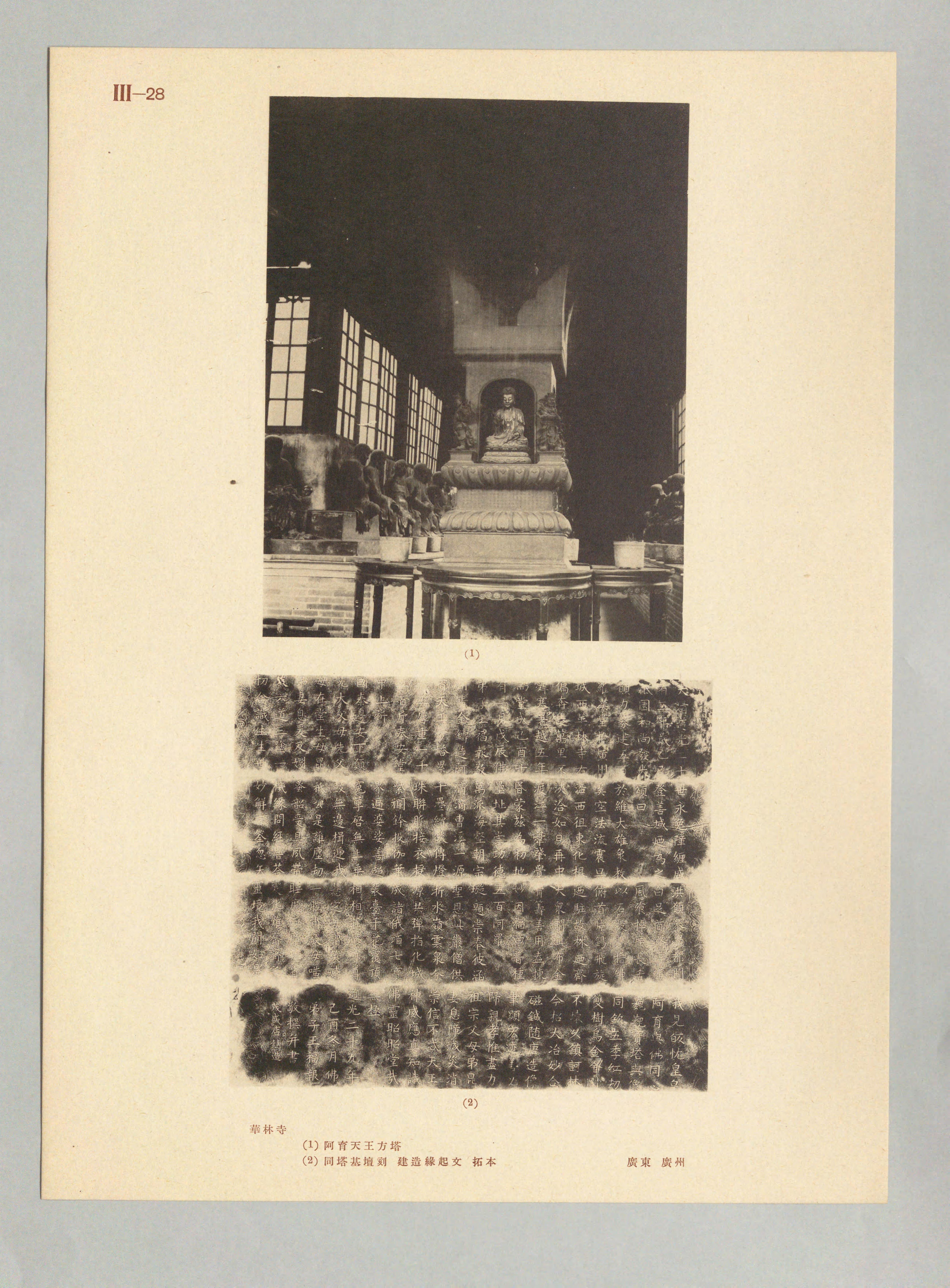
阿育天王方塔、同塔基壇刻建造緣起文拓本
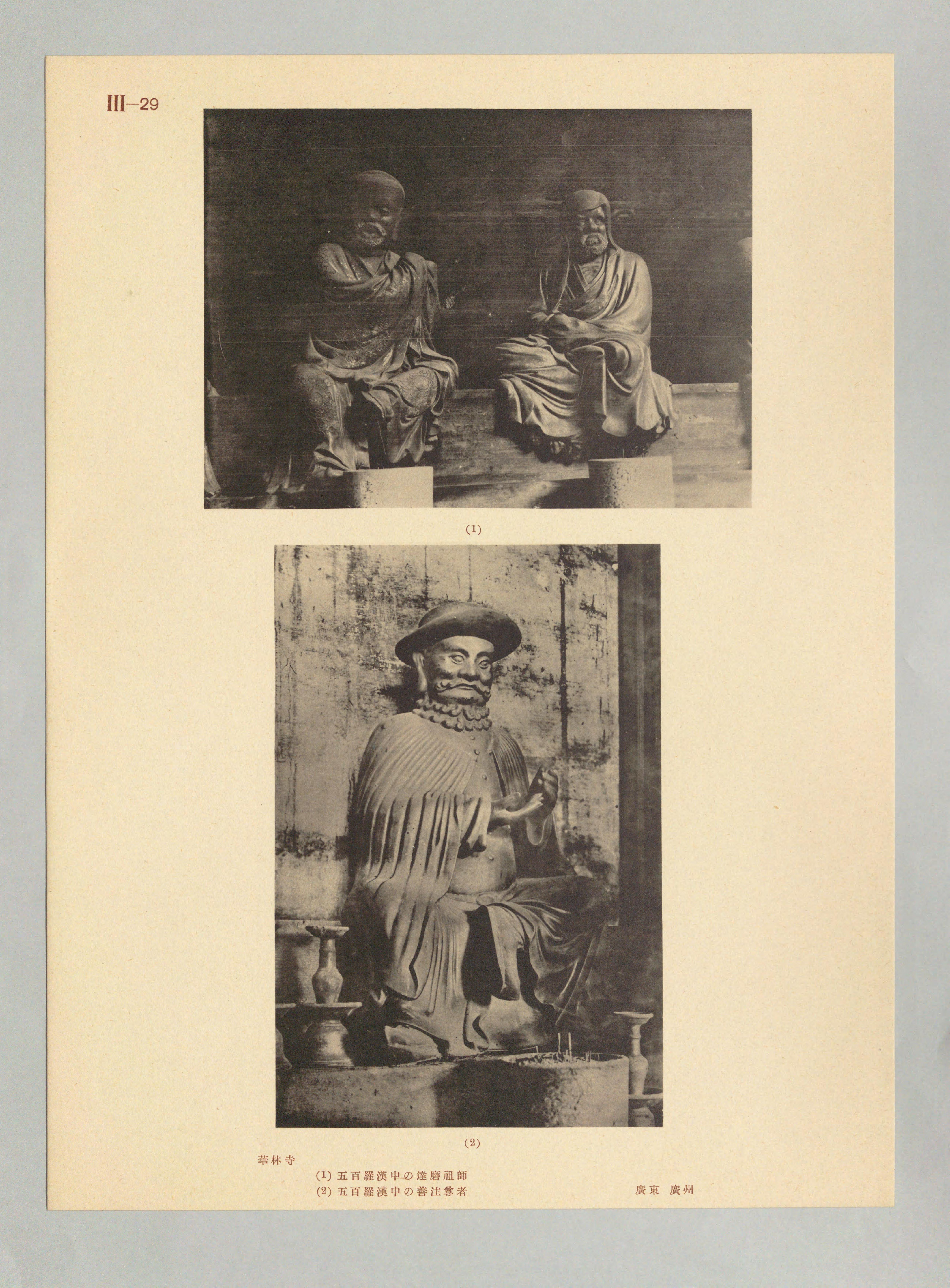
五百羅漢像之達摩祖師及善注尊者
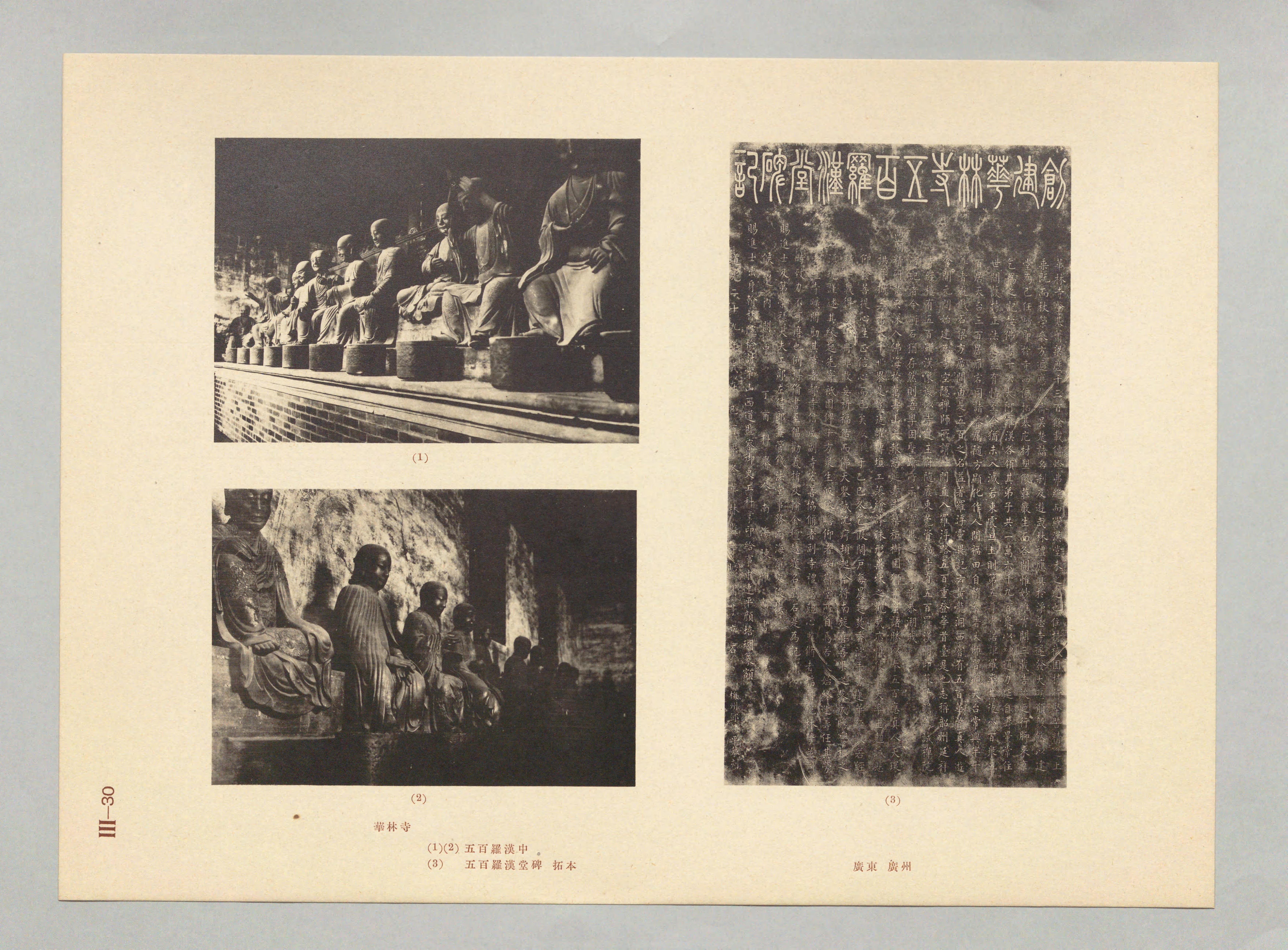
五百羅漢像及五百羅漢堂碑文拓本

## 公共交通
- 地铁：█1号线：长寿路站、█8号线：華林寺站
- 公共汽车：华林寺站、長壽西康王路口站（原带河路站）、上九路步行街站